# サラボージーラージャプラム
サラボージーラージャプラム（英語：Sarabhojirajapuram）は、インドのタミル・ナードゥ州、タンジャーヴール県の村。

## 歴史

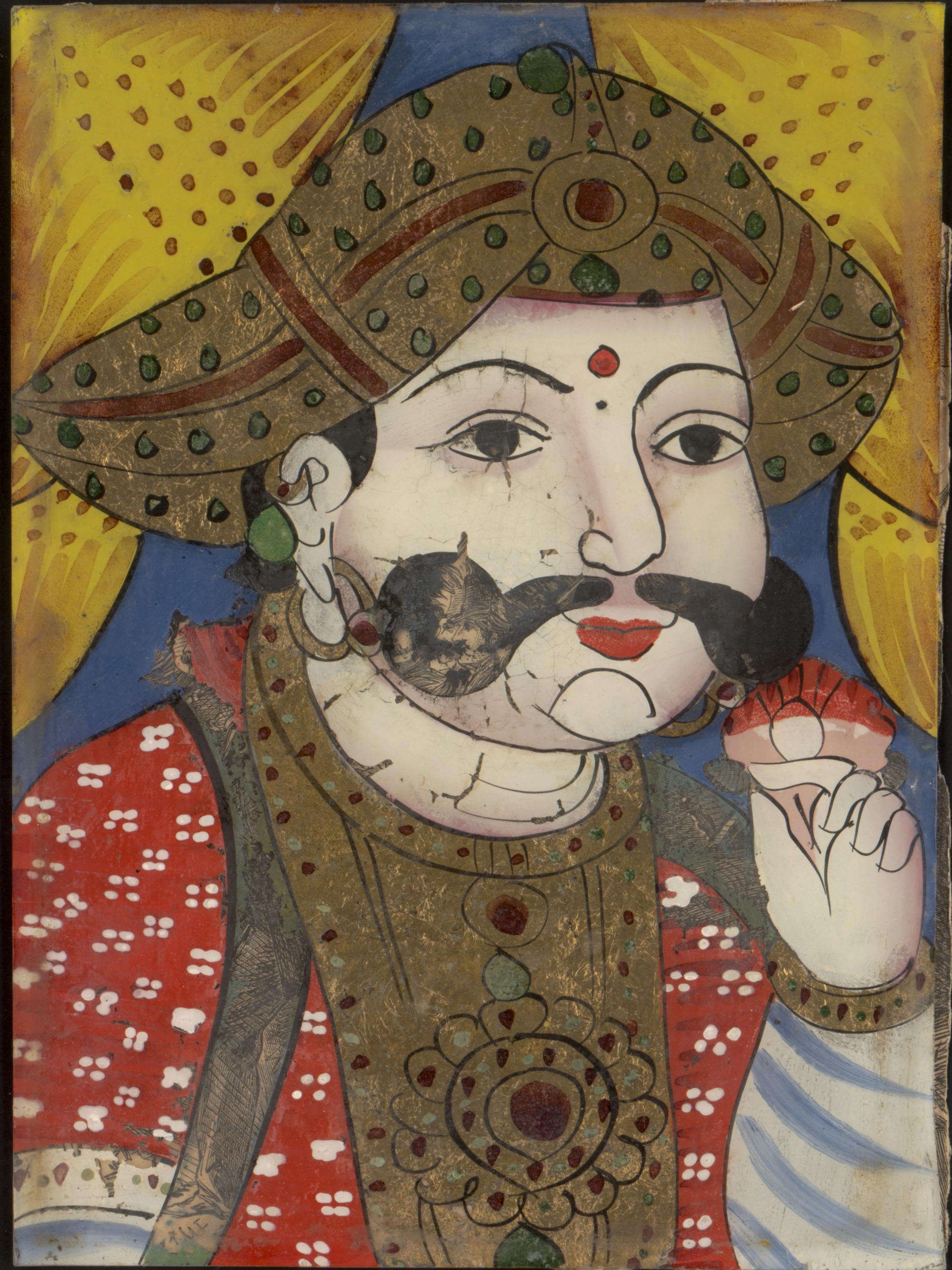
サラボージー

18世紀、タンジャーヴール・マラーター王国の君主サラボージーがバラモンに土地を寄進ことにより、この名がつけられた。村の名はサラボージー王（Sarabhojiraja）の村（Puram）といった意味である。

## 人口
2001年の人口統計では、2612人。識字率は84.74パーセント。